# Ármin Vámbéry

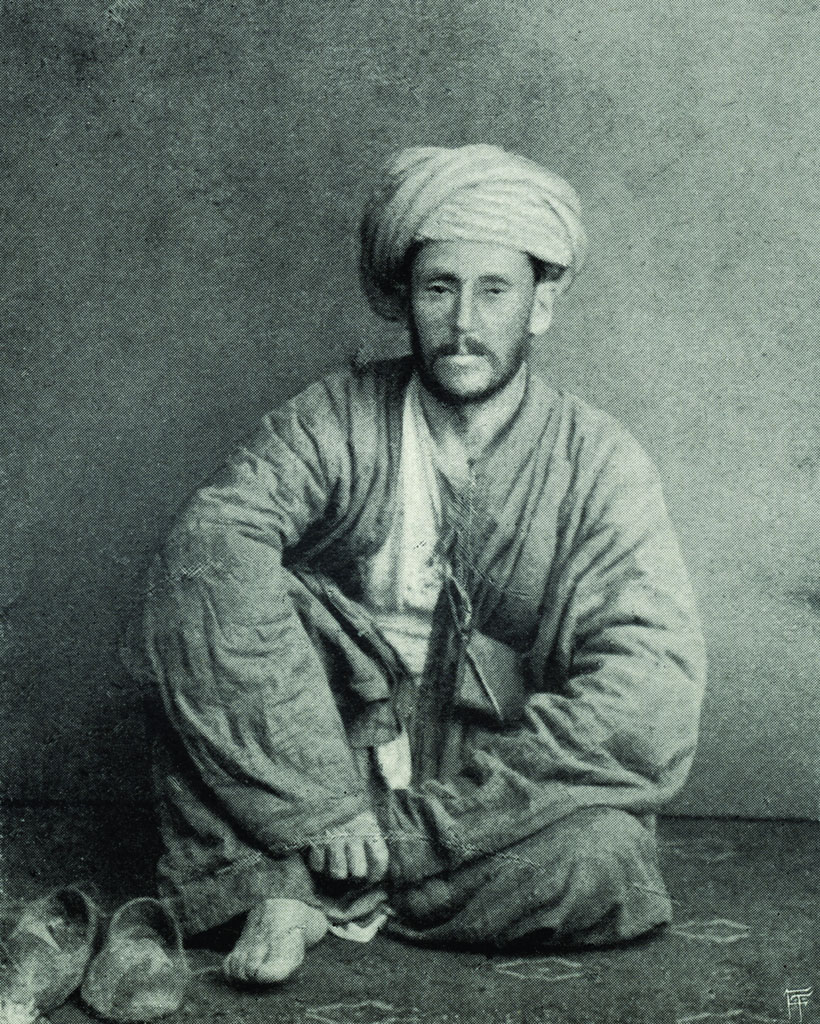
Ármin Vámbéry.

Ármin Vámbéry, född 19 mars 1832 i Szentgyörgy, död 15 september 1913 i Budapest, var en ungersk forskningsresande och orientalist.
Vámbéry, som hade judiska föräldrar, sattes först i skräddarlära, men visade därunder språkbegåvning. Sedan han under svåra ekonomiska förhållanden studerat i Pozsony och Wien, kom han 1854 till Konstantinopel, där han uppehöll sig som undervisare i europeiska språk i ansedda turkiska familjer, studerade orientaliska språk, anslöt sig skenbart till islam och lärde sig tala turkiska som en infödd. 
Åren 1861–64 företog Vámbéry som dervisch vidsträckta resor i Persien och Centralasien, och hans livliga skildringar från dessa till en del ej förut av européer besökta trakter översattes till de flesta europeiska språk (även svenska och turkiska), men angreps också, inte helt grundlöst, som opålitliga och delvis uppdiktade. Återkommen till Ungern, blev han, efter att ha övergått till den reformerta läran, professor i orientaliska språk vid Budapests universitet. 
I slutet på 1800-talet försökte Vámbéry dels som politisk skriftställare, dels genom föredrag i Ungern och Storbritannien skapa en stark opinion mot Rysslands framträngande i Centralasien.